# Lathys humilis

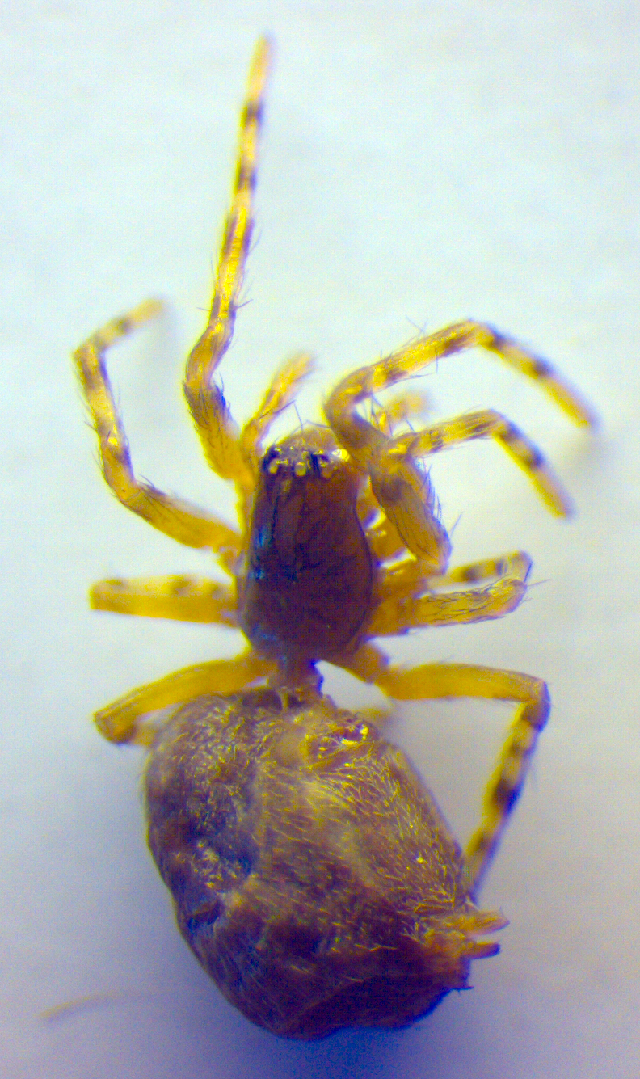

Lathys humilis ist eine Art der Kräuselspinnen und lebt in Europa, östlich bis zum Kaukasus und in den Iran.

## Merkmale
Männchen werden 1,75–2, Weibchen 2–2,5 mm groß. Der Vorderkörper ist braun bis schwarz. Die vorderen Mittelaugen sind viel kleiner als die übrigen Augen. Der Hinterleib ist genetzt und mit dunklem Mittelstreifen, der unterbrochen sein kann. Die Beine sind hell mit kräftiger, schmaler, dunkler Ringelung. Männchen sind etwas dunkler gefärbt als die Weibchen.

## Lebensraum
Die Art lebt bevorzugt in Nadelwäldern, aber auch in Laubwäldern, Gärten und Parks. Dort findet man sie in kleinen Netzen auf Zweigen, Sträuchern und Stauden, etwa in Ginster, Heidekraut und Buchsbaum, aber auch an Stämmen von Bäumen oder am Boden in der Laubstreu.

## Wissenswertes
Reif von April bis Juni.